# Ноєнгайм

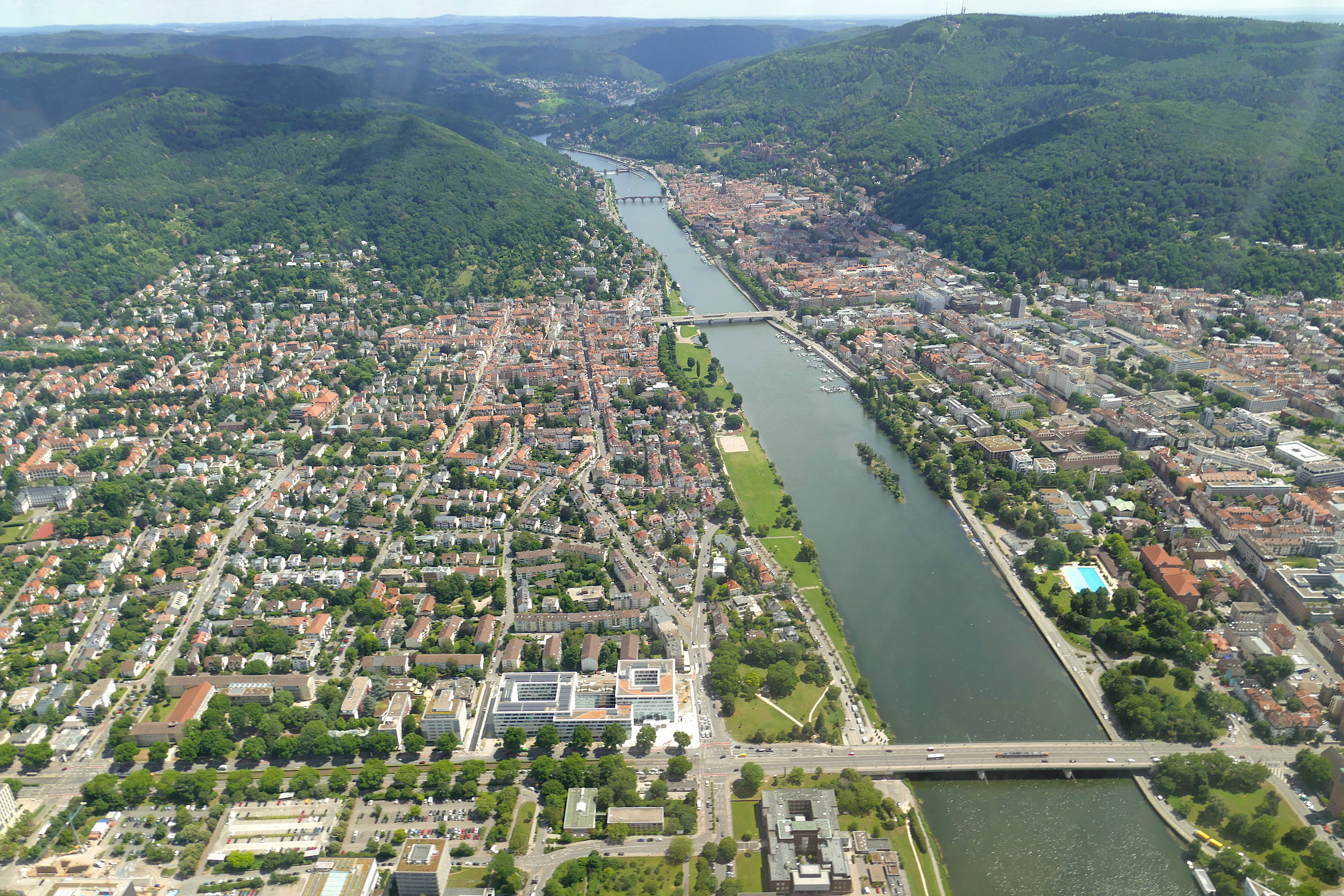
Вид на схід у бік Гайдельберга. Ноєнгайм знаходиться ліворуч, на північному боці Неккара

49°25′01″ пн. ш. 8°41′31″ сх. д. / 49.4169° пн. ш. 8.69194° сх. д.
Ноєнгайм (нім. Neuenheim, пфальцький діалект Neiene) — район Гайдельберга з населенням близько 12 785 (2021).
Район простягається вздовж північного берега Неккара навпроти Бергхайма та старого міста. На сході округу на кордоні з Цигельгаузеном знаходяться гора Гейлігенберг і дорога Філозофенвег. На півночі округ межує з Гандшусгаймом. На заході Ноєнгайм відділений від Віблінгена річкою Неккар.

## Історія

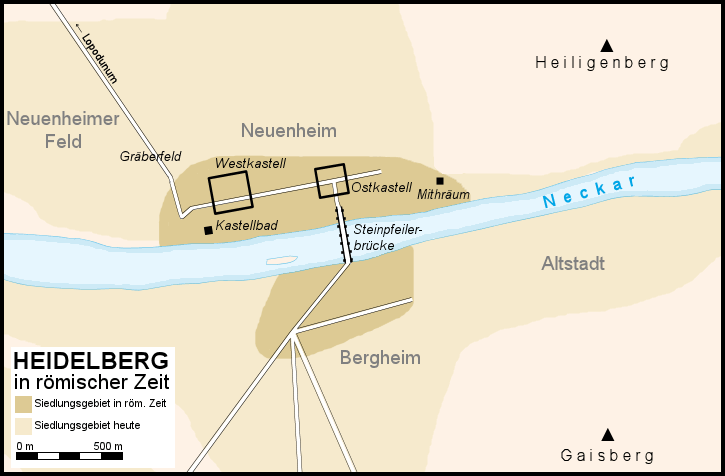
Гайдельберг у римські часи

У римські часи в районі сучасного Ноєнгайма знаходились римський табір і римський міст. Крім того, були знайдені залишки двох мітреумів і цегельної фабрики, якою керував римлянин Публій Аттій Руфін (штамп цегли: PAR). Ноєнгайм значно старший за сам Гайдельберг: село вперше згадується в Лоршському кодексі в 765 році і, можливо, виникло ще у франкський періож у VI столітті. До посилення урбанізації вільгельмінського періоду це було переважно фермерське, виноградарське та рибальське село. У 1891 році Ноєнгайм став першим районом Гайдельберга, утвореним шляхом приєднання сусіднього села.
У 1961 році кордон Ноєнгайму з Гандшусгаймом був перенесений на північ, щоб університетське містечко Ноєнгаймер-Фельд не було розділене ним. Район Людольф-Крель-Гтрасе на сході також став частиною Ноєнгайма.
Через Ноєнгайм проходять дві основні транспортні артерії — Брюкенштрассе на сході та Берлінерштрассе на заході, які сходяться північніше в Гандшусгаймі. Ними йдуть трамвайні та автобусні лінії RNV.
На захід від старого центру села, в районі Ноєнгаймер-Фельд, розташовано багато установ і факультетів Гайдельберзького університету, нова будівля педагогічного коледжу, гуртожитки, університетські лікарні та Німецький центр дослідження раку.
Ноєнгайм містить багато давніх вил і зелених насаджень. Вигідне розташування і гарна інфраструктура роблять район досить дорогим.

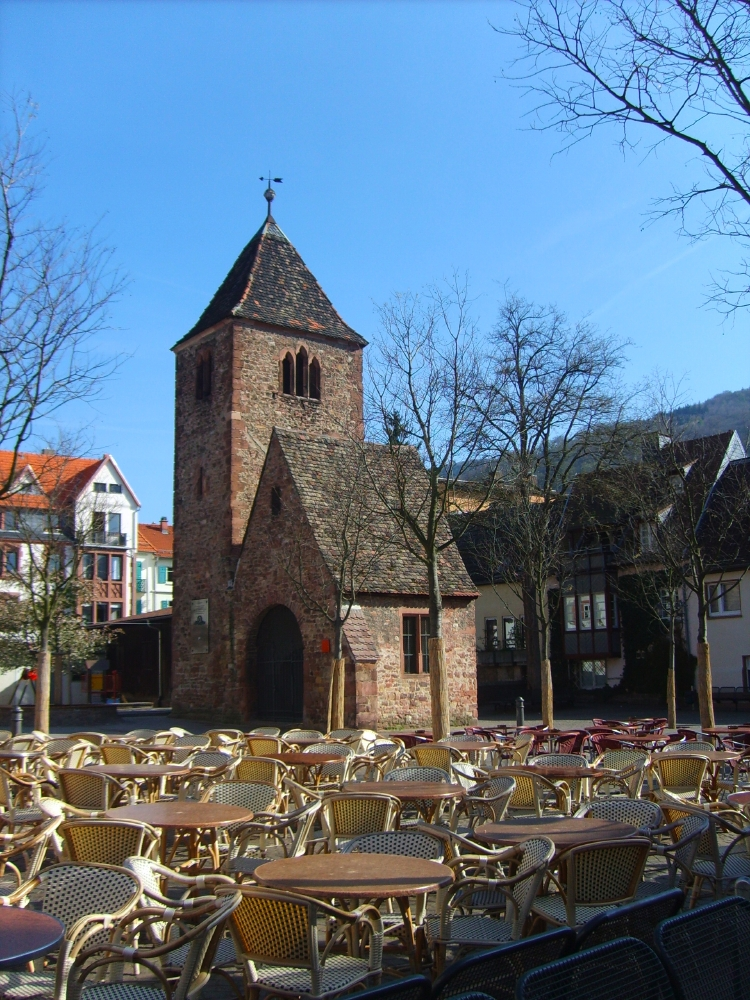
Ринкова площа
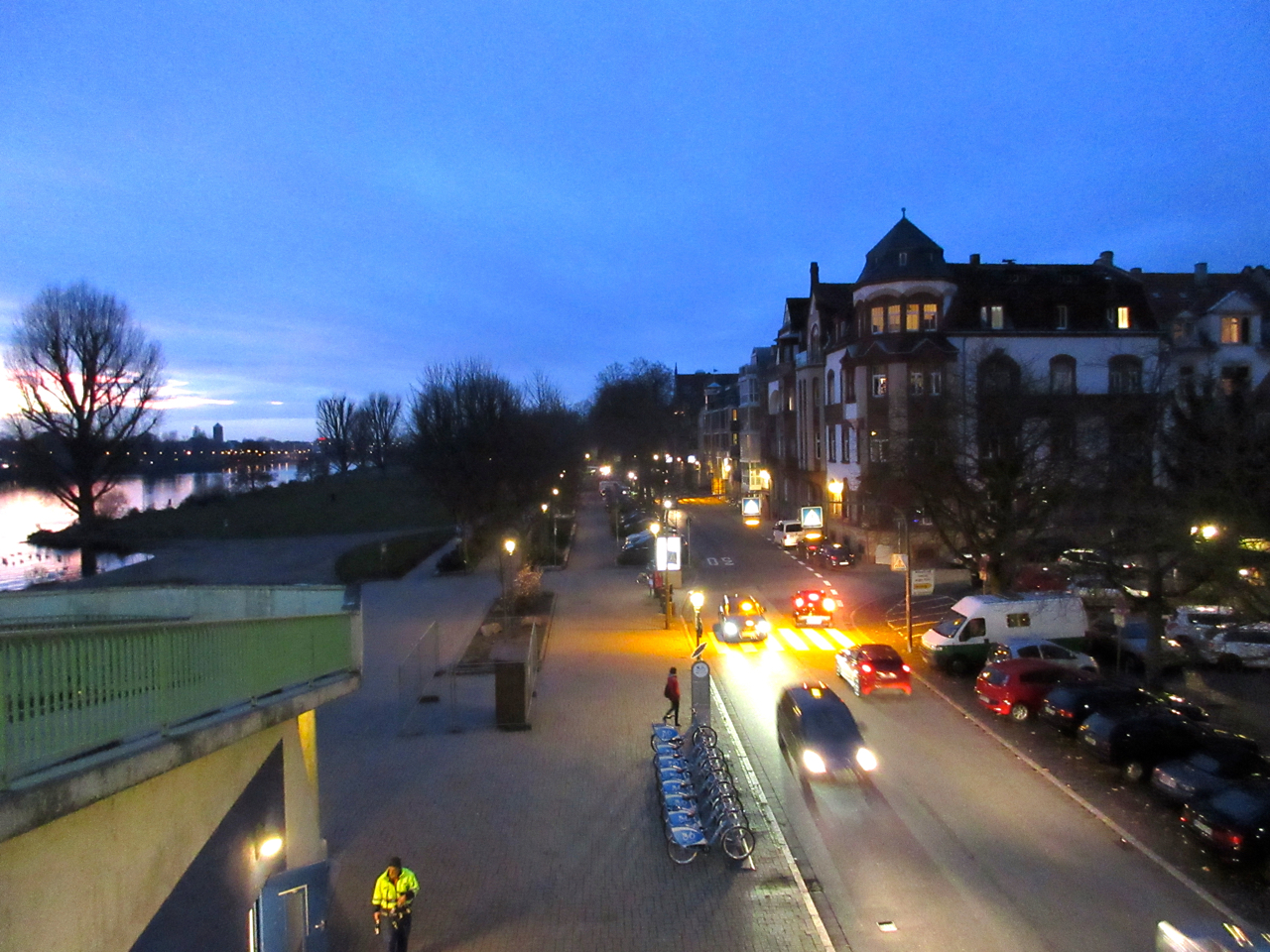
Вечір на набережній
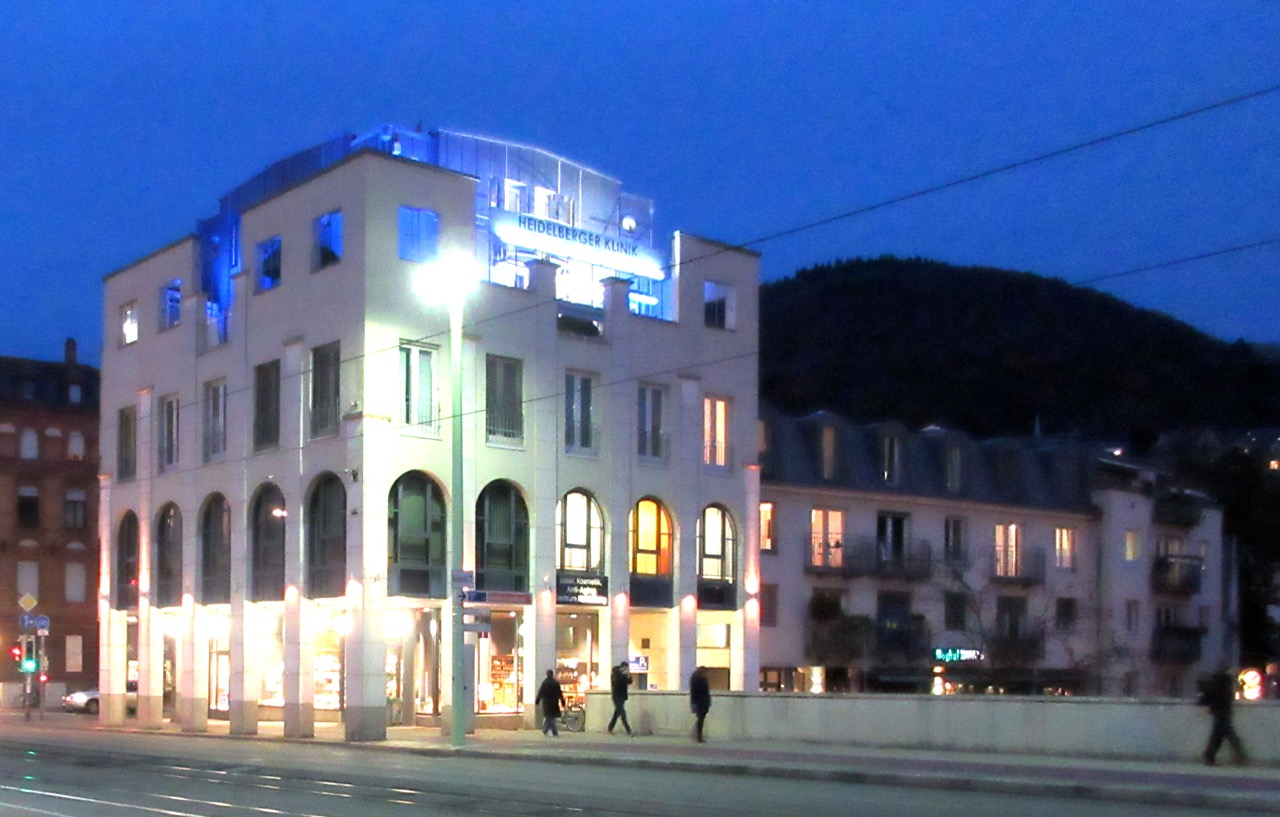
Початок мосту через Некар
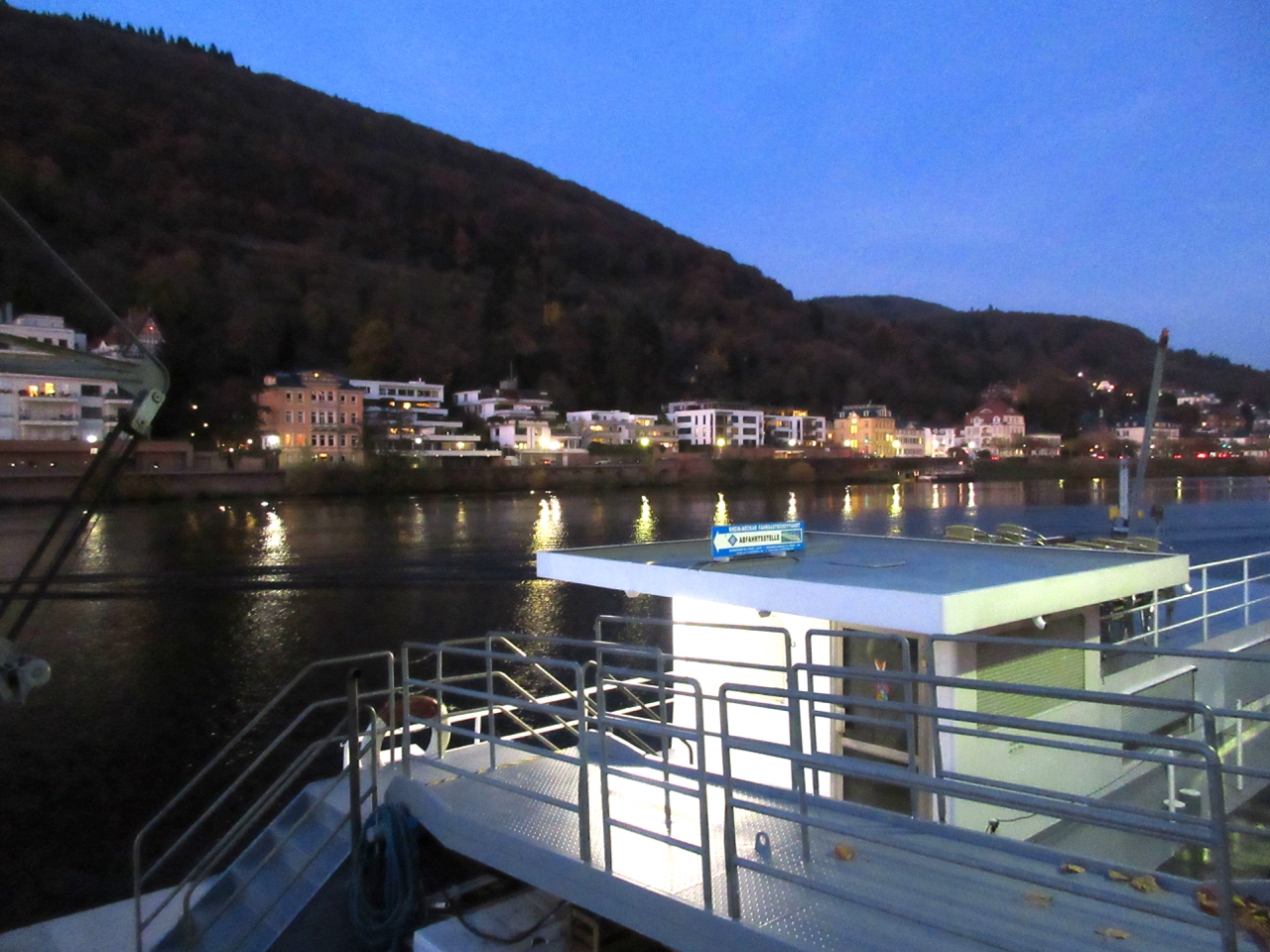
Вечір над Некаром
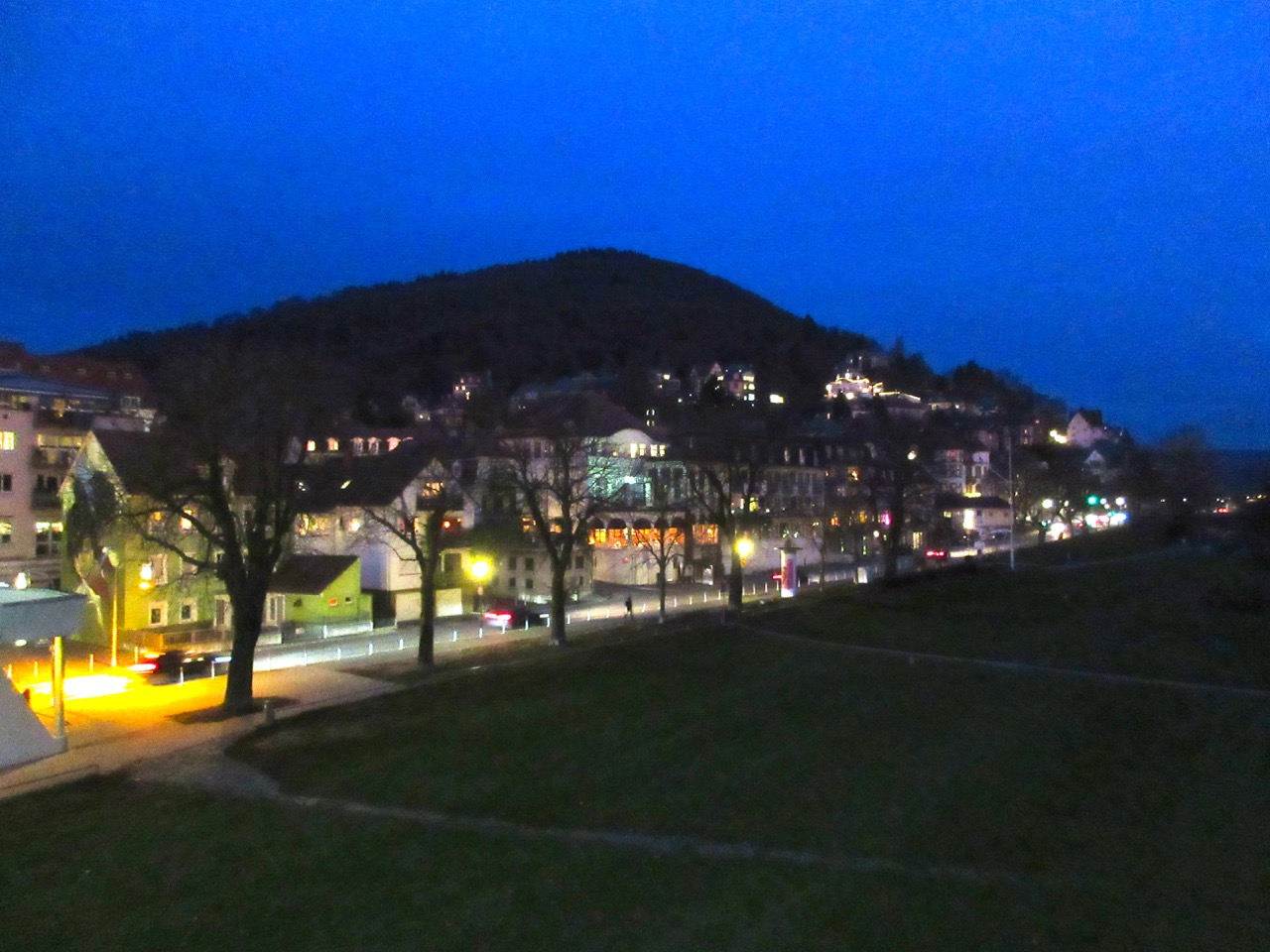
Некарвізе, луг на березі Некара
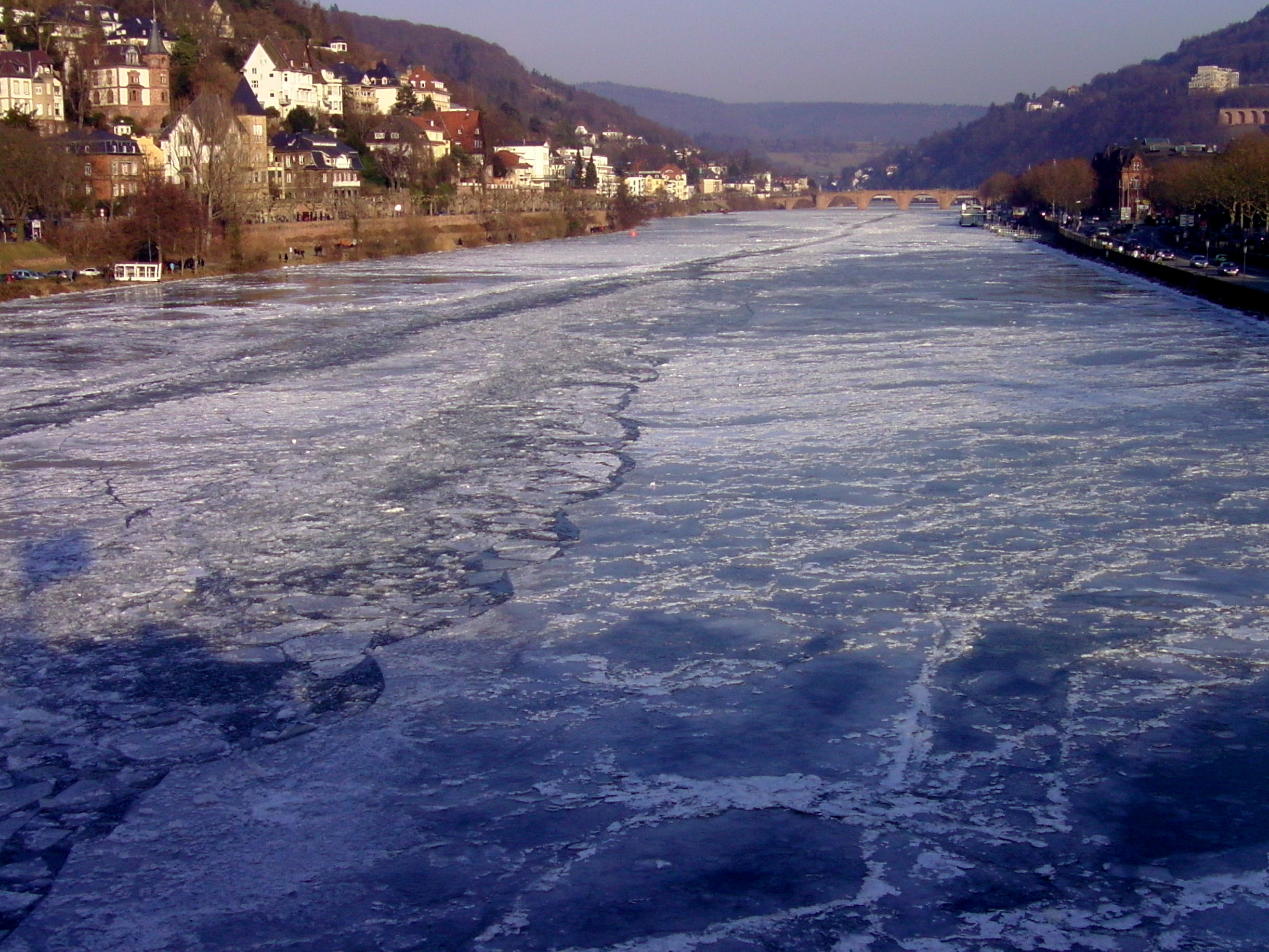
Ноєнгаймська набережна (ліворуч)
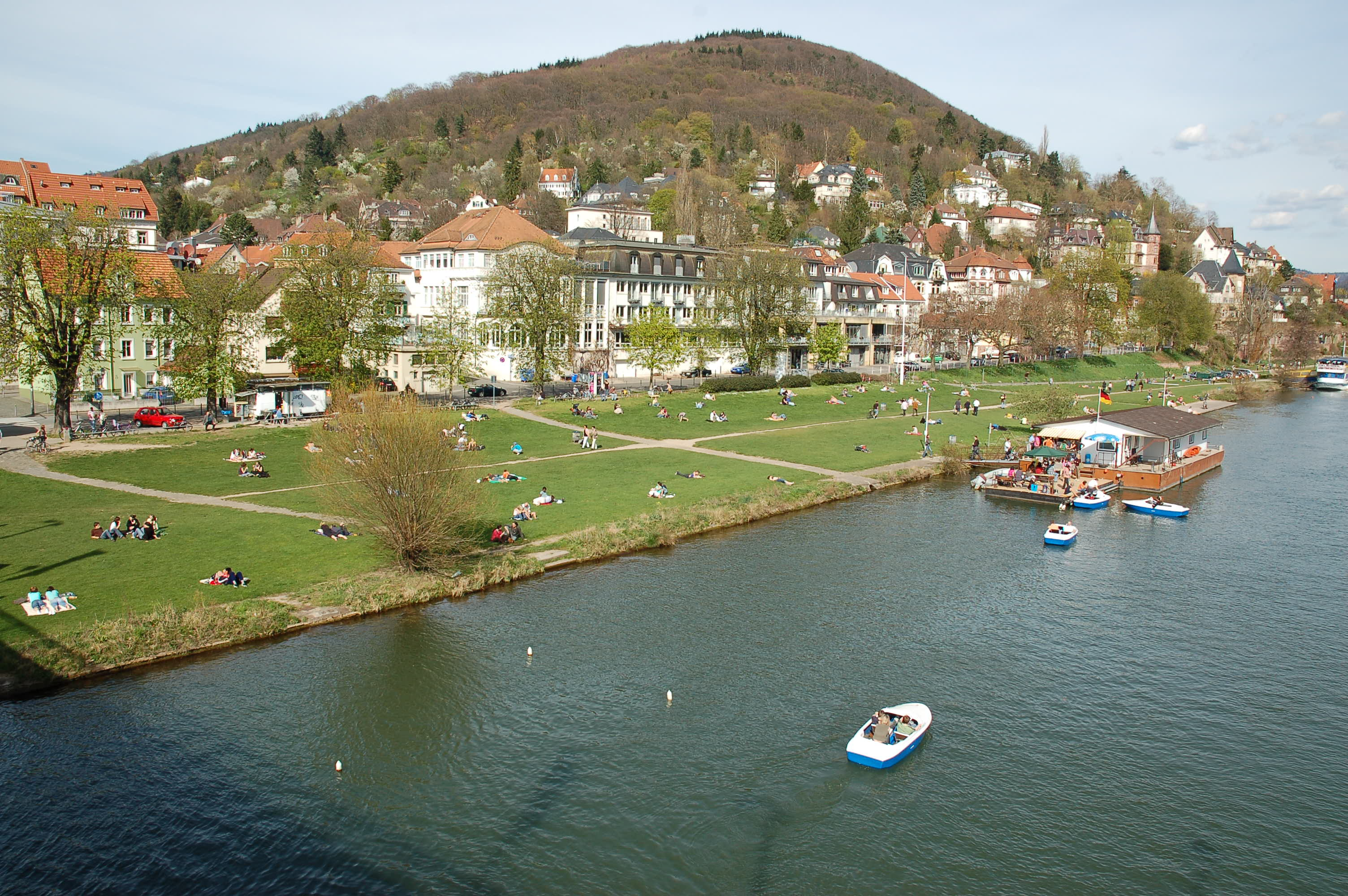
Мост Теодора Гойса[de]
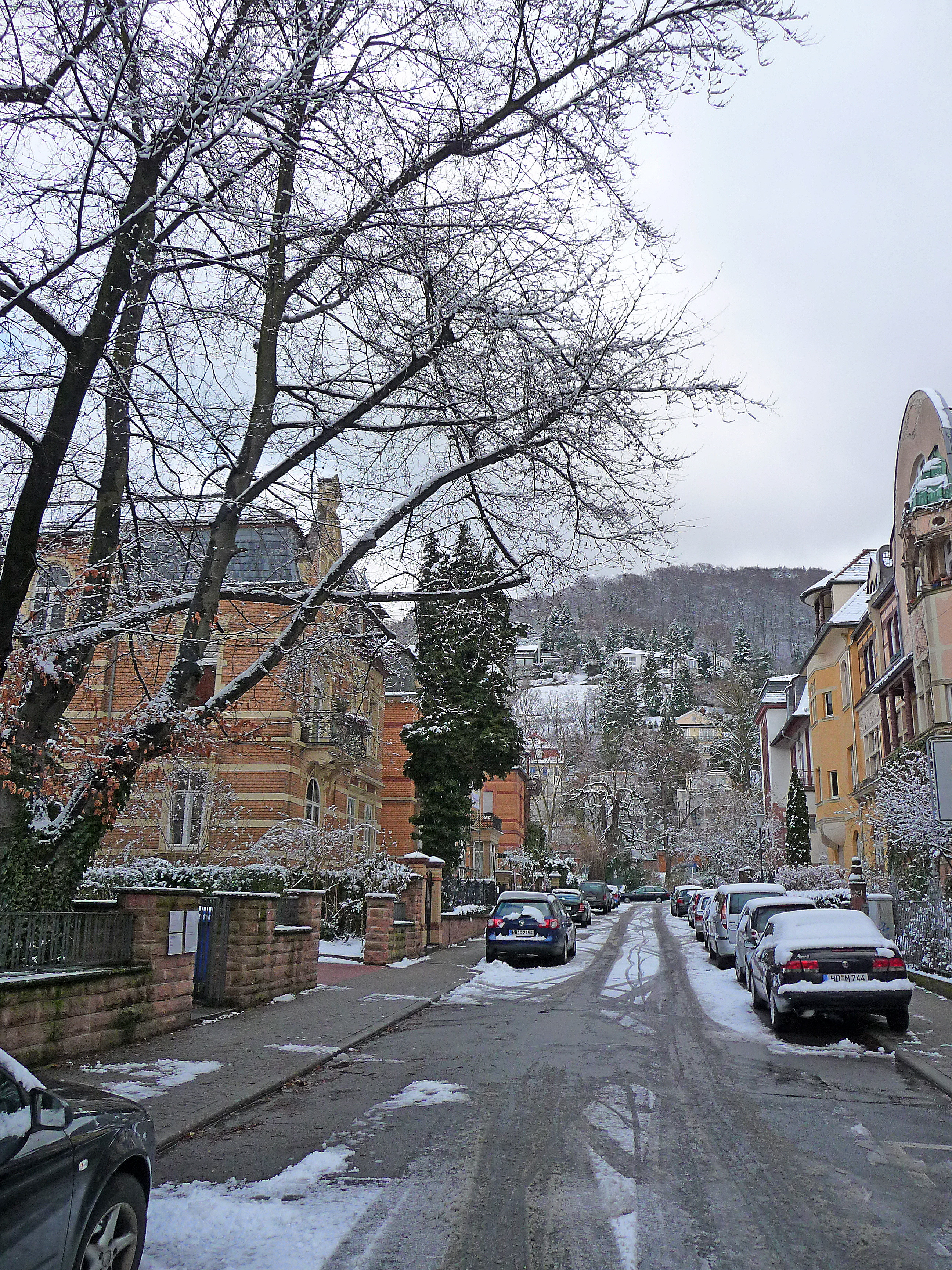
Типовий вуличний пейзаж з будинками близько 1900 року
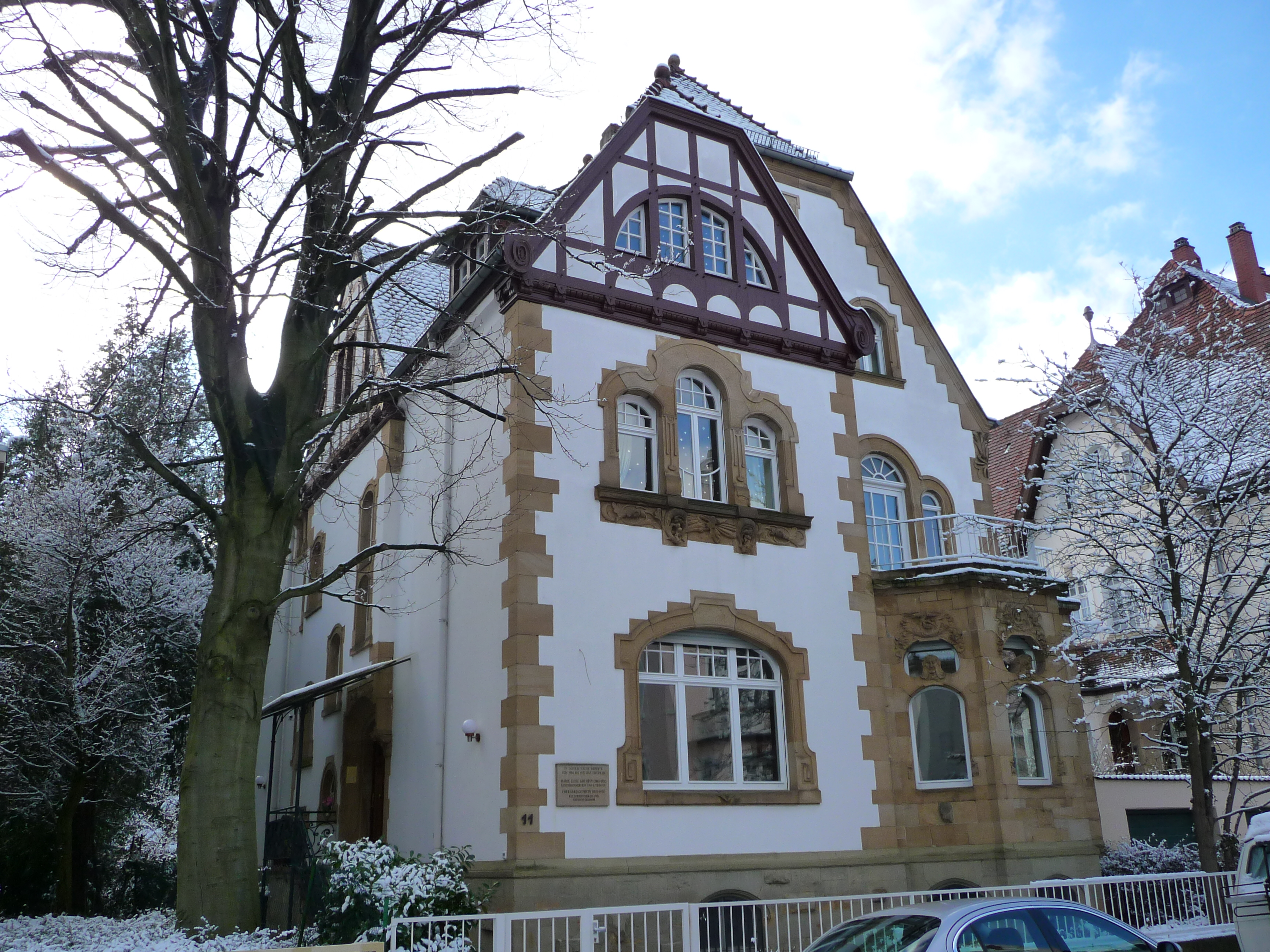
Вілла близько 1900 року
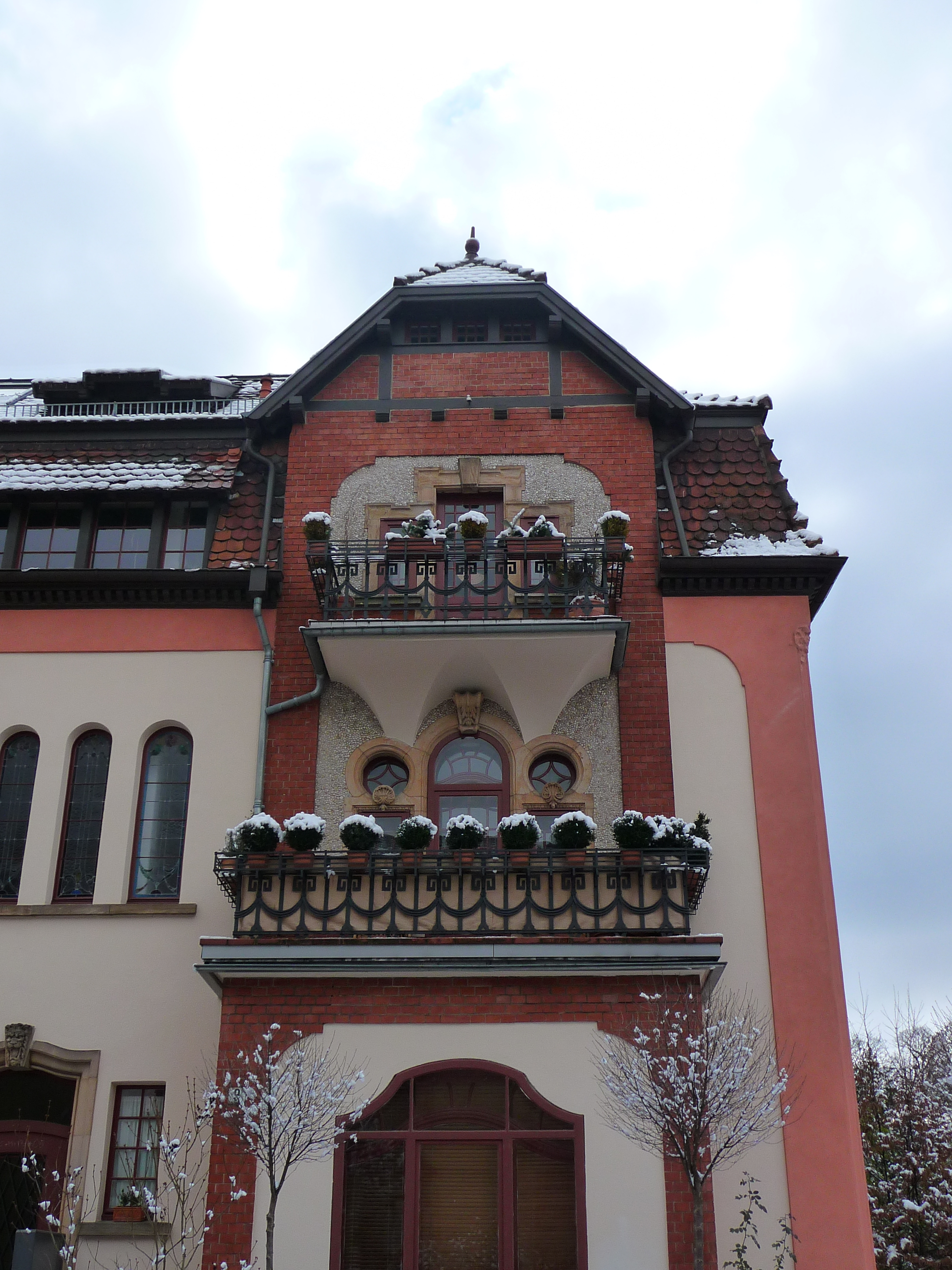
Житловий будинок
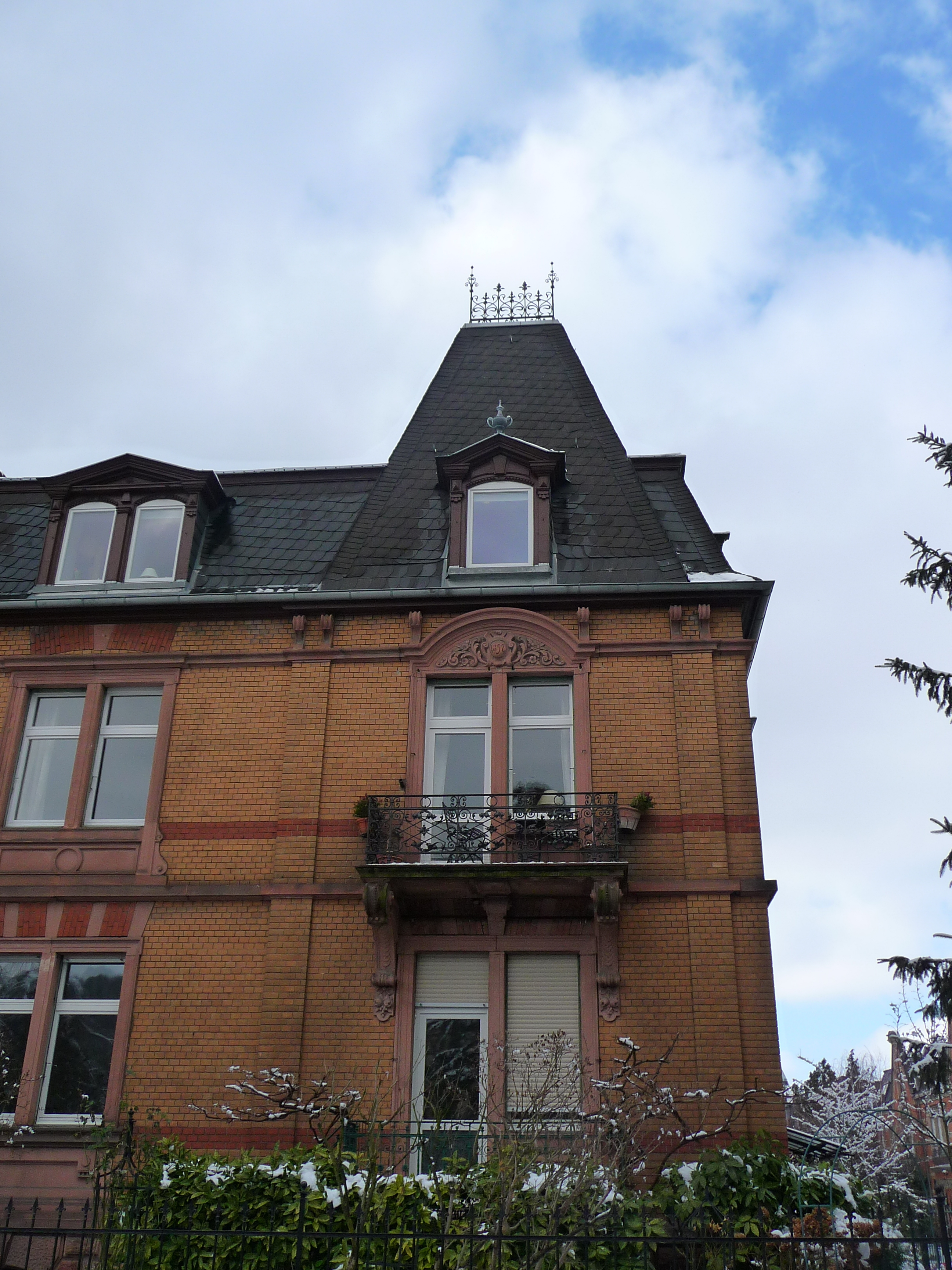
Житловий будинок 1892 року
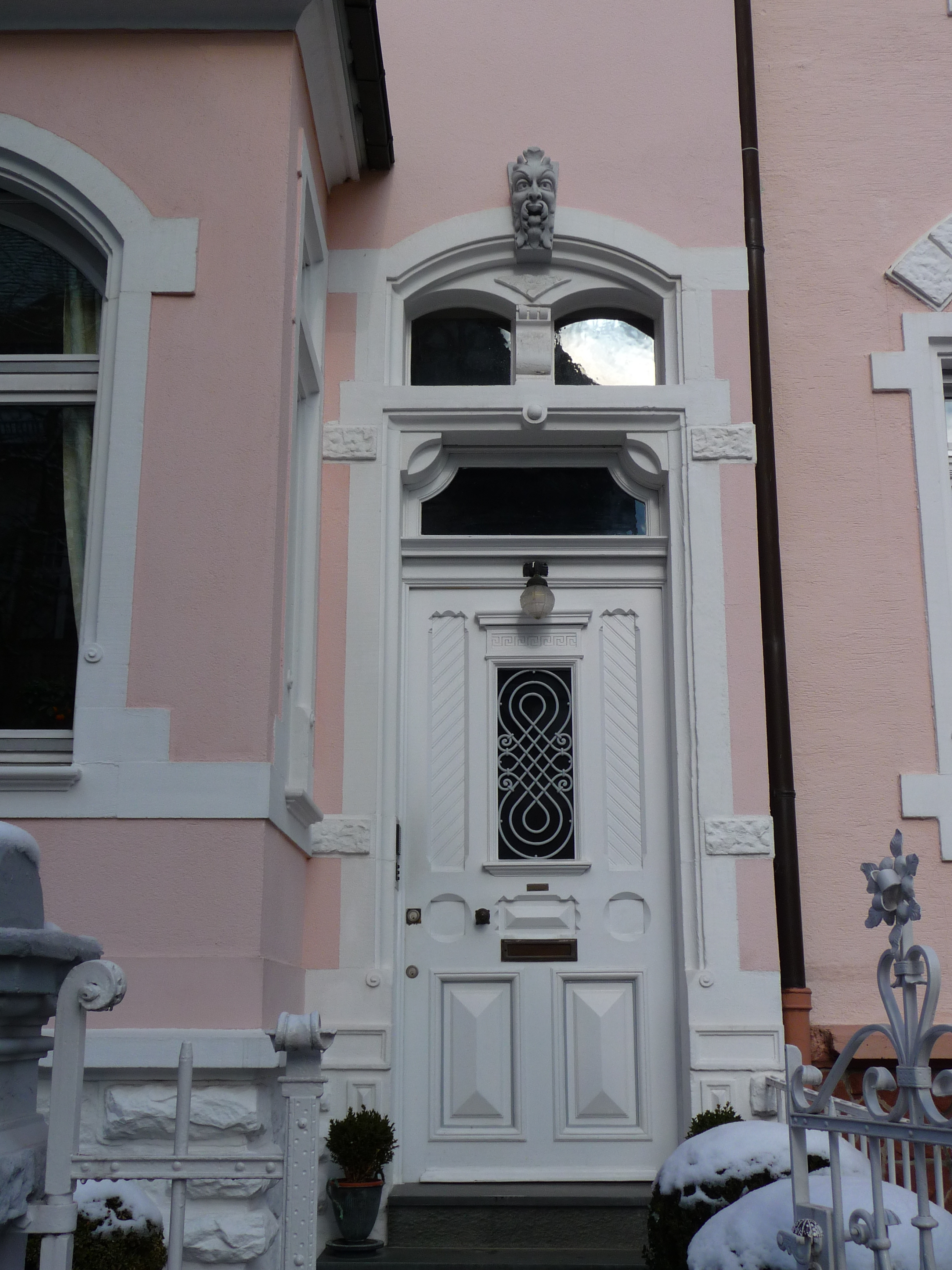
Багато прикрашений вхідний портал 1904-1923 років

## Церкви

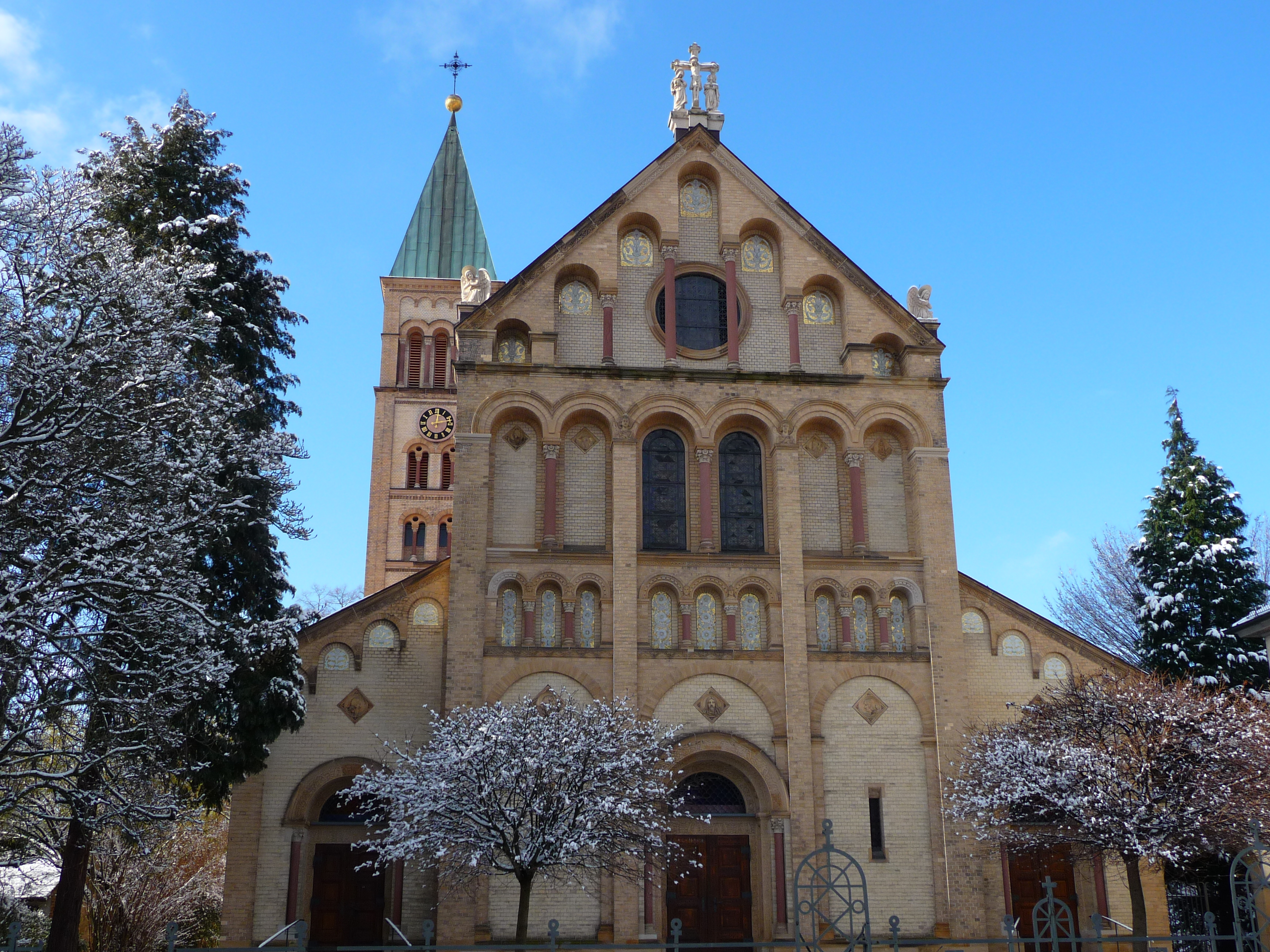
Католицька церква Святого Рафаїла

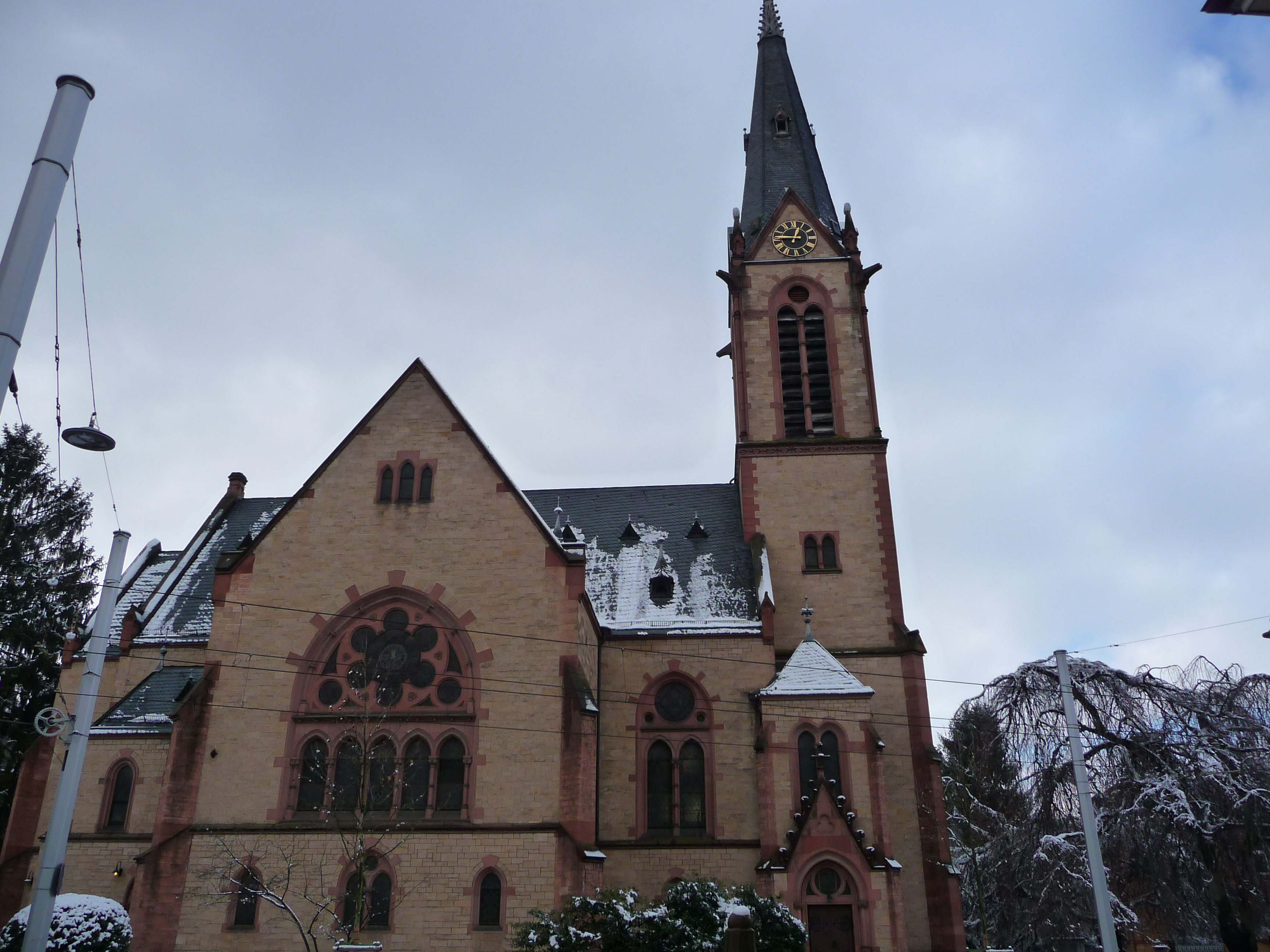
Євангельська церква Святого Йоганна

Важливими церквами в Ноєнгаймі є католицька церква Святого Рафаїла та євангельська церква Святого Йоганна. Пам'яткою району є 55-метрова неоготична вежа євангельської церкви святого Йоганна. Церкву спланував і побудував Oberbaurat Герман Бехагель, який також побудував церкву Мира в Гандшусгаймі і церкву Христа у Гайдельберзькому Вестштадті.
У 1989 році на Кастельвезі була додана євангельська церква Святого Якова, заснування якої проілюструвало зростання району на захід і традиційно високу частку протестантів у Ноєнгаймі.
Від первісної сільської церкви, старої церкви святого Йоганна на ринковій площі, залишились тільки вежа та вівтар.